# РТТ-150
РТТ-150 — російсько-турецький 1,5-м оптичний телескоп. Є міжнародним проектом, під керівництвом Міністерства освіти і науки Російської Федерації та Ради з технічних та наукових досліджень Туреччини. З боку Росії головними виконавцями є Казанський державний університет та Інститут космічних досліджень РАН, з боку Туреччини — Турецька національна обсерваторія. Телескоп встановлений у Турецькій національнії обсерваторії, на півдні Туреччини, за 50 км від міста Анталія, на горі Бакирлитепе на висоті 2500 м.

## Використання

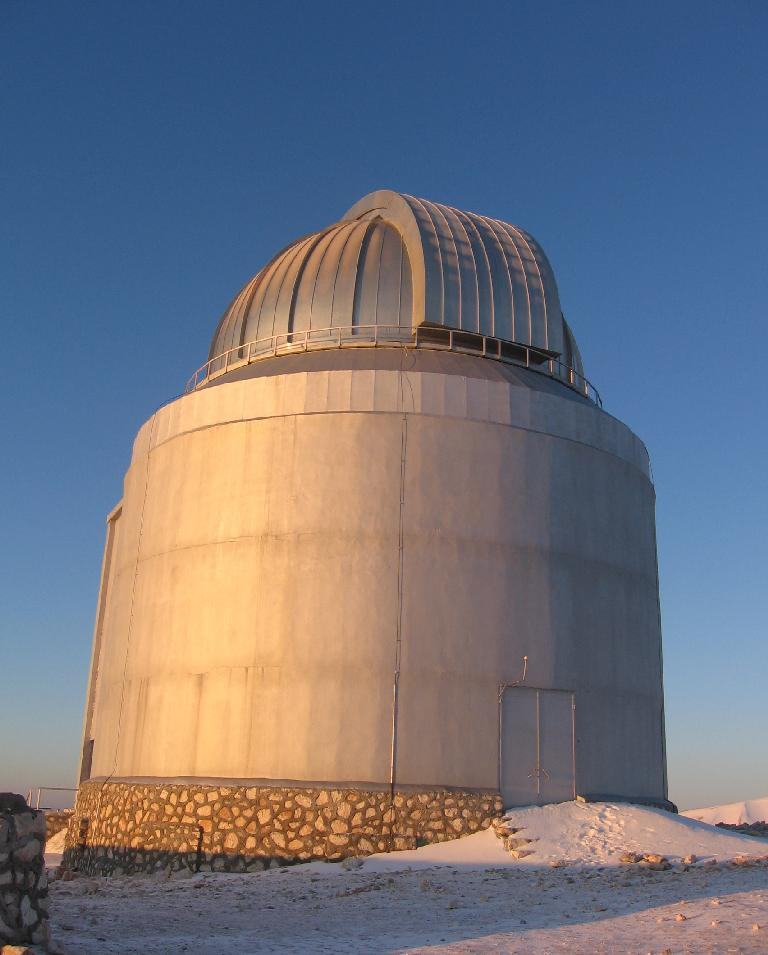
Купол телескопа

Телескоп РТТ150 є телескопом-рефлектором. Головне дзеркало телескопа має діаметр 150 см. Телескоп був виготовлений Ленінградським оптико-механічним об'єднанням та мав назву АЗТ-22. Згодом перейменований на Російсько-Турецький телескоп (1,5 м) РТТ-150. Телескоп має два головні фокуси (Кассегрена і Куде) і дозволяє використовувати шість варіантів оптичних систем, побудованих за схемою Річі — Кретьєна, зі спільним головним дзеркалом. В даний час у фокусі Кассегрена наукові спостереження проводяться в основній оптичній схемі з фокусною відстанню 1:7,7. Інші оптичні системи можуть бути використані для розробки нових фокальних приладів. Усі оптичні системи телескопа призначені для роботи на довжинах хвиль 325 нм < λ < 1000 нм.
Відповідно до угоди між сторонами, спостережний час телескопа поділяється в наступній пропорції: 45 % — Казанський державний університет, 15 % — Інститут космічних досліджень РАН РАН, 40 % — діляться між університетами Туреччини за посередництва Турецької національної обсерваторії.
Телескоп використовувався для підтримки орбітальної рентгенівської обсерваторії INTEGRAL, і планувалось його використання для підтримки відміненої космічної обсерваторії «Спектр-РГ».